# Anacampsis scintillella
Anacampsis scintillella — вид лускокрилих комах з родини виїмчастокрилі молі (Gelechiidae).

## Поширення
Міль зустрічається в більшій частині Європи, за винятком Ірландії, Великої Британії, Нідерландів, Норвегії, Фінляндії, більшої частини Балтійського регіону та Польщі.

## Опис
Розмах крил 12-13 мм.

## Спосіб життя
Імаго літають з червня по серпень. Личинки живляться видами Helianthemum.